# Pelourinho da Covilhã
O Pelourinho da Covilhã localizava-se na atual freguesia de Covilhã e Canhoso, no município da Covilhã, distrito de Castelo Branco, em Portugal.
Apenas restam alguns vestígios, destacando-se as bases dos colunelos decoradas por motivos helicoidais, guardados na Câmara Municipal.
Encontra-se classificado como Imóvel de Interesse Público desde 1933.